# هنري وليامز (سياسي نيوزلندي)
هنري وليامز (بالإنجليزية: Henry Williams)‏ هو فلاح وسياسي نيوزلندي، ولد في 10 نوفمبر 1823، وتوفي في 6 ديسمبر 1907. انتخب Member of the Legislative Council of New Zealand ‏ (7 مارس 1882 – 27 يونيو 1905).